# شمعون مجوسی (فیلم)
شمعون مجوسی (انگلیسی: Simon Magus) فیلمی در ژانر درام، رمانتیک، و فانتزی به کارگردانی بن هاپکینز است که در سال ۱۹۹۹ منتشر شد. از بازیگران آن می‌توان به استوارت توانسند اشاره کرد.